# Аморим, Рубен
Рубен Фили́пе Ма́ркеш Амори́м (порт. Rúben Filipe Marques Amorim, португальское произношение: [ˈʁubɛn ɐmuˈɾĩ]; родился 27 января 1985, Лиссабон) — португальский футболист, выступавший на позиции полузащитника, и футбольный тренер. С 11 ноября 2024 года является главным тренером английского клуба «Манчестер Юнайтед».
В качестве игрока выиграл 10 титулов в составе «Бенфики», также провёл 14 матчей за сборную Португалии, сыграв на двух чемпионатах мира.
Тренерскую карьеру начал в клубе «Каза Пия», после чего был главным тренером резервной и основной команд «Браги». С 2020 по 2024 год был главным тренером лиссабонского «Спортинга», в сезоне 2020/21 приведя команду к первой за 19 лет победе в чемпионате Португалии.

## Клубная карьера
Рубен Аморим дебютировал в Португальской лиге 14 декабря 2003 года в домашнем матче «Белененсеша» против «Алверки». Рубен вышел на замену на 90-й минуте матча.
В 2007 году Аморим выступал за молодёжную сборную Португалии на чемпионате Европы. В течение этого период несколько клубов были заинтересованы в его услугах, таких как «Бенфика», «Брага», «Порту», «Шальке 04», «Тоттенхэм Хотспур» и «Тулуза», но футболист отклонил все предложения.
В апреле 2008 года Рубен Аморим подписал 4-летний контракт с «Бенфикой» как свободный агент. В своём первом сезоне Аморим регулярно выходил в стартовом составе «Бенфики». Первый гол за «Бенфику» был забит 23 ноября клубу «Академика» из Коимбры.

## Карьера в сборной
Аморим появился в сборной Португалии до 21 года во время чемпионата Европы в 2007 году. Сборная Португалии заняла 7-е место, уступив в матче за право участвовать в Олимпийских играх итальянцам.
10 мая 2010 года после объявления Карлушем Кейрошем состава сборной Португалии на чемпионат мира Аморим не попал в список 23-х футболистов. 8 июня 2010 года Аморим был вызван в сборную Португалии вместо Нани, получившего травму плеча.
15 июня 2010 Рубен Аморим дебютировал за сборную Португалии. В матче первого тура чемпионата мира против сборной Кот-д’Ивуара Рубен заменил на 85-й минуте матча Раула Мейрелиша.

## Тренерская карьера
Карьеру в качестве главного тренера начал в сезоне 2018/19, возглавив клуб «Каза Пия».
В сентябре 2019 года был назначен главным тренером резервной команды клуба «Брага», а в декабре возглавил основную команду.
В марте 2020 года Аморим был назначен главным тренером лиссабонского «Спортинга».
В ноябре 2024 года возглавил английский клуб «Манчестер Юнайтед».

## Статистика игрока
| Выступление        | Выступление      | Выступление      | Чемпионат | Чемпионат | Кубки | Кубки | Еврокубки | Еврокубки | Итого | Итого |
| Клуб               | Лига             | Сезон            | Игры      | Голы      | Игры  | Голы  | Игры      | Голы      | Игры  | Голы  |
| ------------------ | ---------------- | ---------------- | --------- | --------- | ----- | ----- | --------- | --------- | ----- | ----- |
| Белененсеш         | Примейра         | 2003/04          | 2         | 0         | 0     | 0     | 0         | 0         | 2     | 0     |
| Белененсеш         | Примейра         | 2004/05          | 17        | 0         | 0     | 0     | 0         | 0         | 17    | 0     |
| Белененсеш         | Примейра         | 2005/06          | 25        | 3         | 1     | 0     | 0         | 0         | 26    | 3     |
| Белененсеш         | Примейра         | 2006/07          | 23        | 1         | 6     | 1     | 0         | 0         | 29    | 2     |
| Белененсеш         | Примейра         | 2007/08          | 29        | 0         | 1     | 0     | 2         | 0         | 32    | 0     |
| Белененсеш         | Итого            | Итого            | 96        | 4         | 8     | 1     | 2         | 0         | 106   | 5     |
| Бенфика            | Примейра         | 2008/09          | 26        | 2         | 7     | 0     | 2         | 0         | 35    | 2     |
| Бенфика            | Примейра         | 2009/10          | 24        | 3         | 4     | 1     | 10        | 0         | 38    | 4     |
| Бенфика            | Примейра         | 2010/11          | 12        | 0         | 4     | 0     | 2         | 0         | 18    | 0     |
| Бенфика            | Примейра         | 2011/12          | 6         | 0         | 2     | 0     | 6         | 0         | 14    | 0     |
| Бенфика            | Примейра         | 2013/14          | 17        | 0         | 11    | 0     | 9         | 0         | 37    | 0     |
| Бенфика            | Примейра         | 2014/15          | 10        | 0         | 2     | 0     | 0         | 0         | 12    | 0     |
| Бенфика            | Итого            | Итого            | 95        | 5         | 30    | 1     | 29        | 0         | 154   | 6     |
| Брага (аренда)     | Примейра         | 2011/12          | 8         | 0         | 0     | 0     | 2         | 0         | 10    | 0     |
| Брага (аренда)     | Примейра         | 2012/13          | 22        | 4         | 7     | 1     | 7         | 0         | 36    | 5     |
| Брага (аренда)     | Итого            | Итого            | 30        | 4         | 7     | 1     | 9         | 0         | 46    | 5     |
| Аль-Вакра (аренда) | Лига звёзд       | 2015/16          | 14        | 2         | 0     | 0     | 0         | 0         | 14    | 2     |
| Аль-Вакра (аренда) | Итого            | Итого            | 14        | 2         | 0     | 0     | 0         | 0         | 14    | 2     |
| Всего за карьеру   | Всего за карьеру | Всего за карьеру | 235       | 15        | 45    | 3     | 40        | 0         | 320   | 18    |

## Тренерская статистика
Данные актуальны по состоянию на 18 августа 2025 года
| Клуб                | Страна     | Начало работы    | Завершение работы | Показатели | Показатели | Показатели | Показатели | Показатели | Показатели | Показатели | Показатели |
| Клуб                | Страна     | Начало работы    | Завершение работы | И          | В          | Н          | П          | МЗ         | МП         | РМ         | % побед    |
| ------------------- | ---------- | ---------------- | ----------------- | ---------- | ---------- | ---------- | ---------- | ---------- | ---------- | ---------- | ---------- |
| Каза Пия            | Португалия | 1 июля 2018      | 7 января 2019     | 4          | 3          | 0          | 1          | 17         | 3          | +14        | 075,00     |
| Брага B             | Португалия | 16 сентября 2019 | 23 декабря 2019   | 11         | 8          | 2          | 1          | 27         | 7          | +20        | 072,73     |
| Брага               | Португалия | 23 декабря 2019  | 4 марта 2020      | 13         | 10         | 1          | 2          | 27         | 13         | +14        | 076,92     |
| Спортинг (Лиссабон) | Португалия | 4 марта 2020     | 10 ноября 2024    | 231        | 164        | 34         | 33         | 510        | 199        | +311       | 071,00     |
| Манчестер Юнайтед   | Англия     | 11 ноября 2024   |                   | 43         | 16         | 10         | 17         | 67         | 64         | +3         | 037,21     |
| Итого               | Итого      | Итого            | Итого             | 302        | 201        | 47         | 54         | 648        | 286        | +362       | 066,56     |

## Достижения

### В качестве игрока
«Бенфика»
- Чемпион Португалии (2): 2009/10, 2013/14
- Обладатель Кубка Португалии: 2013/14
- Обладатель Кубка португальской лиги (4): 2008/09, 2009/10, 2012/13, 2013/14
- Обладатель Суперкубка Португалии: 2014

### В качестве тренера
«Брага»
- Обладатель Кубка португальской лиги: 2019/20

«Спортинг»
- Чемпион Португалии (2): 2020/21, 2023/24
- Обладатель Кубка португальской лиги (2): 2020/21, 2021/22
- Обладатель Суперкубка Португалии: 2021

«Манчестер Юнайтед»
- Финалист Лиги Европы УЕФА: 2024/25

## Стиль игры
Стиль игры Аморима был похож на стиль Тьягу. Оба играли в центре полузащиты, участвовали и в оборонительных, и в атакующих действиях команды. Рубен Аморим, однако, также мог сыграть на позиции правого полузащитника.

## Личная жизнь
Двоюродные братья — футболисты Бруну Симан (род. 1985) и Давид Симан (род. 1990).